# Herman Leonard
 (mars 2019).
Si vous disposez d'ouvrages ou d'articles de référence ou si vous connaissez des sites web de qualité traitant du thème abordé ici, merci de compléter l'article en donnant les références utiles à sa vérifiabilité et en les liant à la section « Notes et références ».
Herman Leonard est un photographe américain connu pour ses photographies d’icônes du jazz, né le 6 mars 1923 à Allentown (Pennsylvanie) et mort le 14 août 2010 à Los Angeles.

## Biographie
Ses parents, Joseph Leonard et Rose Morrison, étaient des immigrants roumains qui ont émigré depuis Iaşi, Roumanie vers les États-Unis. Il obtient son diplôme de photographe en 1947 à l'Université de l'Ohio après avoir interrompu ses études pendant la Seconde Guerre mondiale.
Après l'obtention de son diplôme, il apprend son métier avec le portraitiste Yousuf Karsh pendant une année. Karsh lui transmit son expérience de photographe de célébrités comme Albert Einstein, Harry Truman and Martha Graham.
En 1948, il ouvre son premier studio à Greenwich Village, New York. Travaillant comme free-lance pour différents magazines, il passe ses soirées au Royal Roost et au  Birdland, où il photographie les musiciens de jazz comme Dexter Gordon, Charlie Parker, Dizzy Gillespie, Billie Holiday, Duke Ellington, Miles Davis… En utilisant des négatifs sur verre, il augmente la sensibilité  des plaques en les exposant à la vapeur de mercure.
Après avoir travaillé pour le producteur de Jazz Norman Granz qui utilise ses photos comme couvertures d'albums, Leonard est employé en 1956 par Marlon Brando pour illustrer un voyage en Extrême-Orient. À son retour, on le retrouve à Paris comme photographe de mode et publicitaire. Il est également correspondant européen pour le magazine Play boy. Ses dernières photos de jazz datent de cette période.
En 1980, avec sa femme Elisabeth et ses deux enfants Shana et David, il quitte Paris pour Ibiza où il reste jusqu'en 1988 avant de déménager à Londres. C'est à Londres qu'a lieu la première rétrospective de son travail à Notting Hill. Cette exposition reçoit la visite de plusieurs dizaines de milliers de spectateurs dont les chanteurs Sade et Bono de U2. En 1989, la rétrospective est exposée aux États-Unis et après une exposition à La Nouvelle-Orléans, il tombe amoureux de cette ville, berceau du jazz et du blues.
En août 2005, l'ouragan Katrina détruit sa maison et son studio de photos, perdant 8 000 photos. Heureusement, les négatifs étaient à l'abri 
au musée Ogden de l'art du sud à La Nouvelle-Orléans. Il déménage alors vers Studio City en Californie où il continue de collaborer avec des magazines photos, des labels musicaux et des artistes comme Lenny Kravitz.
Ses photos font désormais partie des archives permanentes du American Musical History au Smithsonian Institution à Washington et sont un témoignage unique de la scène jazz des années 1940, 1950 et 1960.

## Expositions

### Expositions collectives
- 2024 : Beauté fragile : photographies de la collection Sir Elton John et David Furnish rassemblant plus de 300 photographies de 140 photographes couvrant la période de 1950 à nos jours qui relatent l'histoire de la photographie moderne et contemporaine, explorant des thèmes tels que la mode, le reportage, le portrait de célébrités, le corps masculin et la photographie américaine, avec des œuvres de nombreux artistes contemporains, parmi lesquels notamment Diane Arbus, Richard Avedon, Lewis Baltz, William Eggleston, Bruce Davidson, Nan Goldin, Peter Hujar, David LaChapelle, Herman Leonard, Sally Mann, Robert Mapplethorpe, Zanele Muholi, Herb Ritts, Cindy Sherman, Alec Soth ou encore Ai Weiwei, Victoria and Albert Museum, South Kensington, Londres, du 18 mai 2024 au 5 janvier 2025 [1],[2],[3]

## Récompenses et distinctions
- 1985 : Prix du Livre de Jazz pour L’œil du Jazz (Ed. Filipacchi)